# Spermochaetella tecomae
Spermochaetella tecomae är en svampart som först beskrevs av Chardón & Toro, och fick sitt nu gällande namn av Raffaele Ciferri 1954. Spermochaetella tecomae ingår i släktet Spermochaetella, divisionen sporsäcksvampar och riket svampar.   Inga underarter finns listade i Catalogue of Life.